# باريس تورز 1966
باريس تورز 1966 هو سباق دراجات هوائية، وهو الموسم رقم 60 من باريس تورز، وأقيم في 9 أكتوبر 1966.
فاز بالمركز الأول غويدو رييبروك، وبالمركز الثاني ريك فان لوي، وبالمركز الثالث Paul Lemeteyer ‏.

## الفائزون
| الترتيب | الفائز          |
| ------- | --------------- |
| الفائز  | غويدو رييبروك   |
| الثاني  | ريك فان لوي     |
| الثالث  | Paul Lemeteyer ‏ |